# ヘルムート・レンネンカンプ
ヘルムート・レンネンカンプ（Helmut Lennenkampf）は、田中芳樹のSF小説（スペース・オペラ）『銀河英雄伝説』の登場人物。銀河帝国側の主要人物。
作中での呼称は「レンネンカンプ」。

## 概要
ローエングラム陣営の主要提督。艦隊司令としても事務官としても、また上司としても部下としても優秀な軍人。ラインハルトが少佐だった時の上司であり、後に彼が元帥府を開くと配下に加わる。乗艦はガルガ・ファルムル。ラインハルトの主要提督の中では、古くから彼と関わっていた人物であり、本伝以前を扱った外伝での登場は比較的多い。戦場以外にも事務や後方担当といった職務に就くことも多い。特にバーラトの和約後は同盟駐在高等弁務官に任命され、事実上の同盟領統治のトップとなるが、私怨によってヤンを陥れようとし、これが仇となって死を選ぶこととなる。最終階級は上級大将。
本編での初登場は、第8次イゼルローン攻防戦におけるワープ実験に立ち会ったラインハルトの幕僚としてである（第3巻）。OVA版ではリップシュタット戦役の直後にアイゼナッハと共に元帥府に登用されたシーンが追加され、これが最初の登場である。時系列上の初登場は、ラインハルト（少佐）がイゼルローン要塞に着任した時（第5次イゼルローン攻防戦の前）である（外伝『黄金の翼』）。

## 副官・幕僚
- クナップシュタイン（分艦隊司令官）
- グリルパルツァー（参謀長）
- ブールダハ（副官）
- ラッツェル

## 略歴
時系列上の初登場は第5次イゼルローン攻防戦の前、要塞に赴任したラインハルトとキルヒアイスの上司として登場（外伝『黄金の翼』）。当時の階級は大佐、役職はイゼルローン要塞駐留艦隊査閲次長。
帝国暦488年。リップシュタット戦役の直後にアイゼナッハと共に元帥府へ登用される（OVA版）。
帝国暦489年。第8次イゼルローン攻防戦に先立つワープ実験においてラインハルトの幕僚として名前が登場する（原作本伝における初登場）。
宇宙暦798年/帝国暦489年10月-1月。ラグナロック作戦においてはルッツと共にロイエンタール麾下の副司令に任命され、イゼルローン要塞への陽動作戦（第9次イゼルローン攻防戦）に参加する。この数ヶ月に渡る小競り合いの中では、アッテンボローの罠にかかり、自身の指揮下の約3割（2000隻）という大損害を被り敗走する失態を見せる。続く3月のライガール・トリプラ両星域の会戦においては、ヤンに追い込まれたシュタインメッツ艦隊の救援して駆けつけるが、先の失敗で執拗にヤンの計略を疑ったために先制の逆撃を受け潰走。ヤンに逃げられ、再度苦汁を飲まされた格好となる。
宇宙暦799年/帝国暦490年5月。バーラトの和約が成立すると同盟駐在高等弁務官に任命される。
同年7月、ヤンを処罰したい心の声を見透かされたオーベルシュタインに策謀を授けられ、同盟政府がヤンを謀殺するよう仕向ける。これが引き金となって、同盟によるヤンの拘束、続く彼の部下達による奪還作戦が発生。その渦中の中でハイネセン脱出のための人質として彼らに誘拐され、武人の恥として自縊する。死後も、ヤンらの計画のために化粧によってまだ生きているように見せかけられたため、レンネンカンプの死が公になるのはかなり後であり、葬儀は11月1日だった。
公務死とはいえ戦死でなく、また不名誉な自殺であること、さらにそもそもの原因がレンネンカンプ自身にあり、明らかに非があることなどから、葬儀はその地位に比して地味なものであり、死後の特進も行われなかった。なお、ラインハルト直属の主要提督（上級大将級）の中で死後の特進も含めて、元帥になれなかったのは大将から戦死で特進して上級大将となったケンプを除けば、レンネンカンプだけである。

## 人物・能力
カイゼル髭が特徴的な中年男性。髭が無ければ貧相な中年的な容貌だと言われる。
「軍人としての能力は高く、上司には忠実で部下には公正である」とメルカッツに評されるように、艦隊運用の腕は高く、組織人としても公正で有能な人物。一時期、彼の部下だったラインハルトも彼の人柄はよく知るところであり、後の元帥府への登用へ繋がる。他方で、軍から離れた視野の狭さや、融通が利かない欠点も指摘されてもおり、オーベルシュタインは「元帥にはなれない」と断言し、ラインハルトの諸提督達を認めているヤンも彼については「ミスター・レンネン」と軽んじるような発言をしている。
少なくとも上記の欠点はラインハルトの裁量下にいる分には目立たず、大きな過失には至らなかったが、高等弁務官職という自由裁量権が高い、かつ軍の外の役職に就けられた時、大きな仇となる。2度に渡って苦汁を飲まされたヤンを処断したいために、彼が何らかの策謀を練っていると信じたい気持ちが勝り、オーベルシュタインの策に乗ってしまう。最終的に自身が誘拐される事態にまで発展し、このことはラインハルトも弁務官職に就けたことの失敗を率直に認め、鎖に繋がれて初めて能力を発揮する者もいると反省している。

## 声優
- 渡部猛（OVA版）
- 仲木隆司（黄金の翼）
- 志賀克也（Die Neue These）